# 後藤龍治
後藤 龍治（ごとう りゅうじ、1976年9月4日 - ）は、日本のキックボクサー。大阪府出身。身長177cm、体重77kg。無所属。元MA日本キックボクシング連盟ウェルター級王者、元SB日本ミドル級王者、元IMFスーパーウェルター級王者、元新日本ミドル級王者。実家は理髪店を営んでいる。

## 来歴
キックボクシングを始める前は柔道を習っていた。
1998年、藤原ジム所属になった小林聡などの選手達と藤原ジムで一時的に一緒に練習していた時期もある。1998年7月、試合途中に肩を怪我し緒形健一にＴＫＯ負け。
1999年1月、ＭＡ日本ウェルター級王座決定戦で嶋村哲昌にローキックでＫＯ勝ち、ＭＡ日本キックボクシング連盟ウェルター級王座を獲得し王者となる。
1999年6月、ダニー・スティールに判定勝ち。1999年12月、イゴール・アイヴィヤノヴィッチにパンチラッシュでＫＯ勝ち。2000年1月、東金リースにローキックでＫＯ勝ち。
2000年3月、ダグラス・アラン・エバンスに立ち関節技で一本勝ち、シュートボクシング史上初の歴史的な立ち関節技による一本勝ち。立ち技バーリ・トゥーダーというニックネームであだ名されるようになる。
2000年4月、小比類巻貴之と対戦し判定ドロー。2000年5月、アンドリュウ・ブラウンに判定勝ち。2001年1月、ステパノフ・ミハイルに左膝蹴りでＫＯ勝ち、試合後に魔裟斗を挑発(対戦を要求)。2001年4月、スレイマノフ・マゴメドに判定勝ち。2001年11月、マウリシオ・アマドにパンチラッシュでＫＯ勝ち。
2002年2月、K-1WORLDMAX日本代表決定戦に出場、準々決勝で安廣一哉にＫＯ勝ち、準決勝で魔裟斗にＫＯ負け、3位。2002年4月、山上健吾に判定勝ち。
2002年7月、シュートボクシングの世界トーナメントであるＳ-cup2002に出場、準々決勝でダニエル・ドーソンにダウンを奪われ判定負け。2002年9月、アンディ・サワーに微妙な(0-2)判定負け。
2003年2月、ＳＢミドル級王座決定戦で湘南キャリミにパンチラッシュでＫＯ勝ち、シュートボクシング協会ミドル級王座を獲得し王者となる。
2003年4月、フンファー・タニヤマにＫＯ勝ち。2003年7月、ジョン・ウェインにＴＫＯ負け。2003年12月、デニサス・アルフィレーヴィスに判定勝ち。
2004年4月、タイロン・スポーンに立ち関節技や投げでポイントを奪い判定勝ち、試合後に緒形健一や土井広之を挑発(対戦を要求)。2004年6月、予想外の肘による攻撃でリズムを崩されペースを掴めず土井広之に判定負け。
2004年12月、イアン・シャファーと対戦し判定ドロー。2005年8月、ラムソン・クラームに判定負け。2006年4月、ルイス・バイオに判定勝ち。2007年4月、新田明臣に判定負け。2008年4月、須藤信充にパンチラッシュでＫＯ勝ち。
2008年12月、新日本ミドル級タイトルマッチで松本哉朗に肘で切り裂きＴＫＯ勝ち、新日本キックボクシング協会ミドル級王座を獲得し新王者となる。

## 人物・エピソード
テレビ朝日系で放送されていたテレビ番組「銭形金太郎」に、ビンボーさんとして出演したことがある。